# ウィリアム・シンクレア (第10代ケイスネス伯爵)
第10代ケイスネス伯爵ウィリアム・シンクレア（英語: William Sinclair, 10th Earl of Caithness、1727年4月2日 – 1779年11月29日）は、スコットランド貴族。請願の末遠戚にあたる第9代ケイスネス伯爵アレクサンダー・シンクレアから伯爵位を継承することに成功したが、9代伯爵の遺言状により領地の継承から排除された。

## 生涯
ジョン・シンクレア（John Sinclair、1733年12月3日没）とジャネット・シンクレア（Janet Sinclair、パトリック・シンクレアの娘）の息子として、1727年4月2日に生まれた。1人の兄ジョン（John）がいるが、1734年に死去している。
1765年12月9日、遠戚にあたる第9代ケイスネス伯爵アレクサンダー・シンクレア（高祖父ジョンの兄ジェームズの曽孫にあたる）が死去した。9代伯爵の叔父デイヴィッド（1710年代没）の孫ジェームズ・シンクレア（1788年1月11日没）は同年に爵位継承を主張したが、父デイヴィッド（1701年2月 – 1760年ごろ）が祖父の嫡出子であると証明できず、1768年11月28日にはウィリアム・シンクレアが男子相続人として確定した。ウィリアム・シンクレアはさらに1771年に請願を出し、1772年に貴族院特権委員会によりケイスネス伯爵位の継承を正式に承認された。しかし、9代伯爵が1761年に残した遺言状により、ウィリアム・シンクレアは9代伯爵の領地継承から排除された。
1779年11月29日にエディンバラで死去、息子ジョンが爵位を継承した。

## 家族
バーバラ・シンクレア（Barbara Sinclair、1793年2月20日没、ジョン・シンクレアの娘）と結婚、5男2女をもうけた。
- ジョン（1756年頃 – 1789年） - 第11代ケイスネス伯爵[2]
- ウィリアム（1776年10月30日没） - 陸軍士官。アメリカで死去[3]
- ジェームズ - 早世、生涯未婚[3]
- アレクサンダー - 早世、生涯未婚[3]
- デイヴィッド - 早世、生涯未婚[3]
- イザベラ - 生涯未婚[3]
- ジャネット（1806年3月29日没） - 1784年7月31日、ジェームズ・トレイル（James Trail）と結婚、子供あり[2]